# Мужская сборная России по гандболу
Мужская сборная России по гандболу — национальная команда России. Победитель и призёр Олимпийских игр («золото» и «бронза»), чемпионатов мира (два «золота» и одно «серебро») и чемпионатов Европы («золото» и два «серебра»).

## История
Возникновение гандбола в России как одного из видов спортивных игр относится примерно к 1909 году. В начальный период развития гандбола в России широко культивировались обе разновидности этой игры: 11×11 и 7×7. В СССР игра сперва завоевала популярность в Украинской ССР, а после во всех союзных республиках и крупных городах РСФСР.
В 1955 году в Москве состоялся учредительный пленум Всесоюзной секции ручного мяча. 18 сентября 1958 года на VII конгрессе Международной федерации гандбола (IHF), проходившем в Гармиш-Партенкирхене, Федерацию ручного мяча СССР приняли в члены глобальной федерации. С этого момента клубные и сборные команд СССР могли принимать участие в официальных международных соревнованиях.

### Сборная СССР
В 1960 году под руководством заслуженного мастера спорта и создателя Всесоюзных правил игры в гандбол 7 × 7 Евгения Ивахина и тренера Лазаря Гуревича была создана мужская сборная команда СССР. 15 января 1961 состоялся первый официальный матч новой сборной — в игре против сборной Румынии в рамках отборочных игр Чемпионат мира по гандболу 1961 года.
«Золотой век» мужской сборной СССР пришёлся на эпоху тренерства Анатолия Евтушенко. Под его руководством сборная выиграла Олимпийские игры в Монреале в 1976 году, завоевала «серебро» на Олимпиаде-80 и вновь взяла «золото» на Олимпиаде-88. Также сборная дважды выигрывала чемпионаты мира — в 1982-м и 1990-м годах — и один раз занимала второе место — в 1978 году. Де-юре прекратила своё существование с распадом СССР в 1991 году, но де-факто советская сборная приняла участие в Олимпиаде 1992 года как объединённая команда под Олимпийским флагом и выиграла своё последнее «золото».

### Сборная России

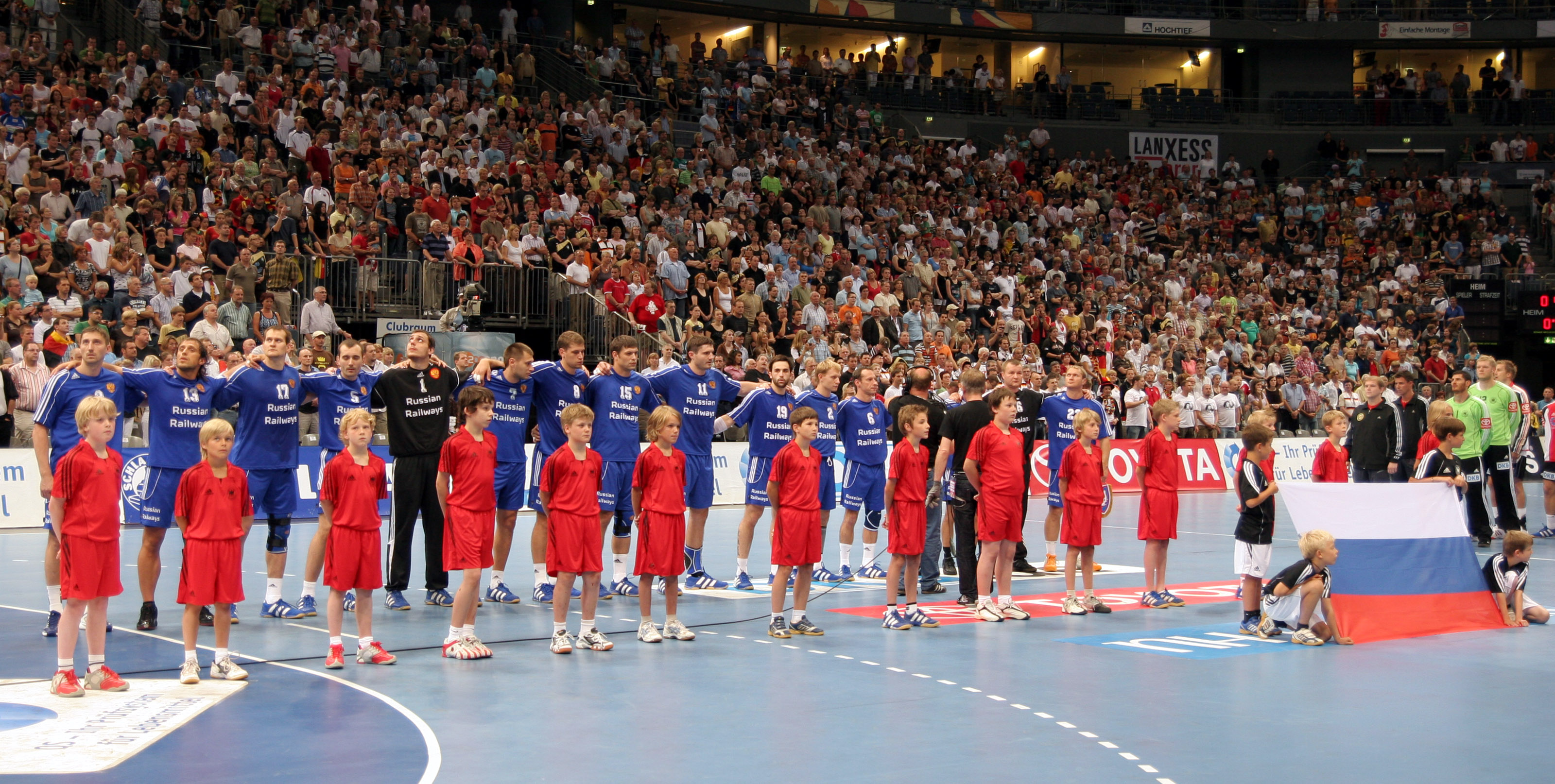
Сборная России в июле 2008 года

2 марта 1992 в Волгограде прошла учредительная конференция «Союза гандболистов России», в том же году СГР был признан правопреемником прекратившей своё существование Федерации гандбола СССР и стал полноправным членом Международной федерации гандбола (IHF) и Европейской федерации гандбола (EHF). С 1993 года на международных соревнованиях выступает сборная команда России.
Молодая российская сборная повторила успех Олимпиады-92, взяв «золото» на Чемпионате мира, проходившем в Швеции в 1993 году. В той команде тренеру Владимиру Максимову удалось соединить опытных «легионеров», уже игравших за европейские клубы, и молодых «домашних» спортсменов. В 1994 году на европейский чемпионат в Португалию отправилась команда, собранная из игроков российских клубов, и заняла второе место. Через два года сборная завоевала «золото» на (чемпионате в Испании.
В конце 90-х российская сборная дважды оказывалась в числе призёров чемпионата мира: в 1997-м году на чемпионате в Японии команда взяла «золото», в 1999-м году на чемпионате мира в Египте национальная сборная заняла второе место. Самым ярким в новейшей истории сборной оказался 2000 год. Тогда команда завоевала «серебро» на чемпионате Европе и «золото» на Олимпиаде в Сиднее.
В последующие годы сборная не занимала призовых мест — за исключением «бронзы» на Олимпийских играх в Афинах — и неоднократно пропускала крупные соревнования, не пройдя квалификацию: чемпионат мира 2011 года, чемпионат Европы 2018 года, а также Олимпийские игры 2012, 2016, 2020 годов.
Кризис российской сборной обусловлен многими причинами. В начале 2000-х годов в интервью тренеры мужской и женской сборной Владимир Максимов и Евгений Трефилов отмечали, что в постсоветские годы практически исчез приток спортсменов в основную сборную из молодёжной команды. Все молодые спортсмены заняты в клубах и не получают достаточной практики в национальном чемпионате. Осложнял ситуацию и постоянный отток талантливых игроков в европейские клубы. Отсутствие конкуренции в чемпионате, где на протяжении долгих лет доминирует команда «Чеховские медведи», и отъезд сильнейших игроков из других команд в европейские клубы, отмечали и на рубеже 2010-х. В интервью 2016 года тогдашний главный тренер сборной Дмитрий Торгованов в качестве причин кризиса в российском гандболе называл не только финансовый кризис, вынудивший уйти из спорта многих тренеров, и общую для всех видов спорта демографическую яму 1990-х, но также отмечал малую популярность гандбола у родителей — из-за чего в гандбольные секции отдают меньше детей и отчего снижается конкуренция среди нового поколения спортсменов.
На чемпионате мира в 2021 году сборная России выступала под флагом Федерации гандбола России в составе команды Russian Handball Federation Team. На форме спортсменов должна была отсутствовать национальная символика. Государственный гимн России запрещено было официально исполнять в какой-либо официальной зоне чемпионата мира, вместо гимна России использовался гимн Международной федерации гандбола (IHF). IHF ввёл данные ограничения в связи с решения Спортивного арбитражного суда (CAS) об отстранении России от Олимпиад и чемпионатов мира на два года.
28 февраля 2022 года Европейская федерация гандбола приняла решение отстранить на неопределенный срок национальные гандбольные сборные команды России и российские гандбольные клубы от участия во всех соревнованиях под эгидой ЕГФ. Причиной тому стало военное вторжение России на Украину.

## Результаты выступлений

### Олимпийские игры
| Игры                | Итог                   | Матчи                  | Победы                 | Ничьи                  | Поражения              | Забито                 | Пропущено              | Тренер                 |
| ------------------- | ---------------------- | ---------------------- | ---------------------- | ---------------------- | ---------------------- | ---------------------- | ---------------------- | ---------------------- |
| 1996 Атланта        | 5-е место              | 6                      | 4                      | 0                      | 2                      | 165                    | 132                    | Владимир Максимов      |
| 2000 Сидней         | Золото                 | 8                      | 7                      | 0                      | 1                      | 219                    | 195                    | Владимир Максимов      |
| 2004 Афины          | Бронза                 | 8                      | 4                      | 0                      | 4                      | 214                    | 216                    | Владимир Максимов      |
| 2008 Пекин          | 6-е место              | 8                      | 3                      | 1                      | 4                      | 216                    | 214                    | Владимир Максимов      |
| 2012 Лондон         | Не прошли квалификацию | Не прошли квалификацию | Не прошли квалификацию | Не прошли квалификацию | Не прошли квалификацию | Не прошли квалификацию | Не прошли квалификацию | Не прошли квалификацию |
| 2016 Рио-де-Жанейро | Не прошли квалификацию | Не прошли квалификацию | Не прошли квалификацию | Не прошли квалификацию | Не прошли квалификацию | Не прошли квалификацию | Не прошли квалификацию | Не прошли квалификацию |
| 2020 Токио          | Не прошли квалификацию | Не прошли квалификацию | Не прошли квалификацию | Не прошли квалификацию | Не прошли квалификацию | Не прошли квалификацию | Не прошли квалификацию | Не прошли квалификацию |
| Всего               | Всего                  | 30                     | 18                     | 1                      | 11                     | 815                    | 757                    |                        |

### Чемпионаты мира
| Чемпионат                          | Итог                   | Матчи                  | Победы                 | Ничьи                  | Поражения              | Забито                 | Пропущено              | Тренер             |
| ---------------------------------- | ---------------------- | ---------------------- | ---------------------- | ---------------------- | ---------------------- | ---------------------- | ---------------------- | ------------------ |
| 1993 Швеция                        | Золото                 | 7                      | 6                      | 1                      | 0                      | 192                    | 135                    | Владимир Максимов  |
| 1995 Исландия                      | 5-е место              | 7                      | 5                      | 0                      | 2                      | 210                    | 179                    | Владимир Максимов  |
| 1997 Япония                        | Золото                 | 9                      | 9                      | 0                      | 0                      | 250                    | 158                    | Владимир Максимов  |
| 1999 Египет                        | Серебро                | 9                      | 8                      | 0                      | 1                      | 265                    | 195                    | Владимир Максимов  |
| 2001 Франция                       | 6-е место              | 9                      | 6                      | 1                      | 2                      | 258                    | 236                    | Владимир Максимов  |
| 2003 Португалия                    | 5-е место              | 9                      | 6                      | 1                      | 2                      | 256                    | 234                    | Владимир Максимов  |
| 2005 Тунис                         | 8-е место              | 9                      | 5                      | 0                      | 4                      | 248                    | 222                    | Анатолий Драчёв    |
| 2007 Германия                      | 6-е место              | 10                     | 4                      | 1                      | 5                      | 282                    | 280                    | Владимир Максимов  |
| 2009 Хорватия                      | 16-е место             | 9                      | 4                      | 1                      | 4                      | 267                    | 255                    | Николай Чигарёв    |
| 2011 Швеция                        | Не прошли квалификацию | Не прошли квалификацию | Не прошли квалификацию | Не прошли квалификацию | Не прошли квалификацию | Не прошли квалификацию | Не прошли квалификацию | Владимир Максимов  |
| 2013 Испания                       | 7-е место              | 7                      | 4                      | 1                      | 2                      | 205                    | 185                    | Олег Кулешов       |
| 2015 Катар                         | 19-е место             | 7                      | 2                      | 0                      | 5                      | 205                    | 191                    | Олег Кулешов       |
| 2017 Франция                       | 12-е место             | 6                      | 3                      | 0                      | 3                      | 165                    | 168                    | Дмитрий Торгованов |
| / 2019 Дания / Германия            | 14-е место             | 7                      | 2                      | 2                      | 3                      | 189                    | 189                    | Эдуард Кокшаров    |
| 2021 Египет                        | 14-е место             | 7                      | 3                      | 1                      | 2                      | 168                    | 165                    | Велимир Петкович   |
| / 2023 Швеция / Польша             | Не прошли квалификацию | Не прошли квалификацию | Не прошли квалификацию | Не прошли квалификацию | Не прошли квалификацию | Не прошли квалификацию | Не прошли квалификацию | Велимир Петкович   |
| / 2025 Хорватия / Дания / Норвегия | Не допущена до отбора  | Не допущена до отбора  | Не допущена до отбора  | Не допущена до отбора  | Не допущена до отбора  | Не допущена до отбора  | Не допущена до отбора  | Лев Воронин        |
| Всего                              | Всего                  | 107                    | 67                     | 7                      | 32                     | 2972                   | 2603                   |                    |

### Чемпионаты Европы
| Чемпионат                      | Итог                   | Матчи                  | Победы                 | Ничьи                  | Поражения              | Забито                 | Пропущено              |                        |
| ------------------------------ | ---------------------- | ---------------------- | ---------------------- | ---------------------- | ---------------------- | ---------------------- | ---------------------- | ---------------------- |
| 1994 Португалия                | Серебро                | 7                      | 6                      | 0                      | 1                      | 172                    | 148                    |                        |
| 1996 Испания                   | Золото                 | 7                      | 6                      | 1                      | 0                      | 172                    | 141                    |                        |
| 1998 Италия                    | 4-е место              | 7                      | 3                      | 1                      | 3                      | 179                    | 167                    |                        |
| 2000 Хорватия                  | Серебро                | 7                      | 5                      | 0                      | 2                      | 189                    | 175                    |                        |
| 2002 Швеция                    | 5-е место              | 7                      | 5                      | 1                      | 1                      | 197                    | 172                    |                        |
| 2004 Словения                  | 5-е место              | 7                      | 5                      | 1                      | 1                      | 206                    | 190                    |                        |
| 2006 Швейцария                 | 6-е место              | 7                      | 4                      | 0                      | 3                      | 208                    | 204                    |                        |
| 2008 Норвегия                  | 13-е место             | 3                      | 0                      | 1                      | 2                      | 74                     | 88                     |                        |
| 2010 Австрия                   | 12-е место             | 6                      | 1                      | 0                      | 5                      | 177                    | 194                    |                        |
| 2012 Сербия                    | 15-е место             | 3                      | 0                      | 1                      | 2                      | 82                     | 89                     |                        |
| 2014 Дания                     | 9-е место              | 6                      | 2                      | 0                      | 4                      | 168                    | 179                    |                        |
| 2016 Польша                    | 9-е место              | 6                      | 2                      | 1                      | 3                      | 160                    | 161                    |                        |
| 2018 Хорватия                  | Не прошли квалификацию | Не прошли квалификацию | Не прошли квалификацию | Не прошли квалификацию | Не прошли квалификацию | Не прошли квалификацию | Не прошли квалификацию | Не прошли квалификацию |
| / 2020 Австрия/Норвегия/Швеция | 22-е место             | 3                      | 0                      | 0                      | 3                      | 76                     | 91                     |                        |
| / 2022 Венгрия/Словакия        | 9-е место              | 7                      | 3                      | 1                      | 3                      | 194                    | 190                    |                        |
| 2024 Германия                  | Не допущена до отбора  | Не допущена до отбора  | Не допущена до отбора  | Не допущена до отбора  | Не допущена до отбора  | Не допущена до отбора  | Не допущена до отбора  | Не допущена до отбора  |
| Всего                          | Всего                  | 80                     | 41                     | 5                      | 34                     | 2371                   | 2289                   |                        |

### Кубок мира
Сборная России также дважды выигрывала серебряные медали Кубка мира (1996, 1999).

## Тренеры
- 1992—2004 — Владимир Максимов
- 2004—2005 — Анатолий Драчёв
- 2005—2008 — Владимир Максимов
- 2008—2010 — Николай Чигарёв
- 2010—2012 — Владимир Максимов
- 2012—2015 — Олег Кулешов
- 2015—2017 — Дмитрий Торгованов
- 2017—2020 — Эдуард Кокшаров
- 2020—2024 — Велимир Петкович
- 2024—н. в. — Лев Воронин

## Текущий состав
Заявка сборной России на чемпионат мира 2021 года, который прошел в Египте с 13 по 31 января
| Номер         | Имя                   | Дата рождения | Рост, см | Вес, кг | Клуб              | Игровая рука | Звание  |
| Вратари       | Вратари               | Вратари       | Вратари  | Вратари | Вратари           | Вратари      | Вратари |
| ------------- | --------------------- | ------------- | -------- | ------- | ----------------- | ------------ | ------- |
| 87            | Виктор Киреев         | 05.05.1987    | 190      | 95      | ЦСКА              | Правая       | МС      |
| 16            | Дмитрий Павленко      | 01.01.1991    | 191      | 80      | Чеховские медведи | Правая       | МС      |
| 76            | Станислав Третынко    | 30.12.1993    | 193      | 105     | СГАУ-Саратов      | Правая       | МС      |
| Крайние       |                       |               |          |         |                   |              |         |
| 44            | Игорь Сорока          | 27.05.1991    | 180      | 75      | ЦСКА              | Правая       | МС      |
| 23            | Роман Остащенко       | 26.09.1992    | 190      | 86      | Чеховские медведи | Правая       | МС      |
| 24            | Дмитрий Корнев        | 16.06.1992    | 186      | 86      | Чеховские медведи | Правая       | МС      |
| 97            | Алексей Фокин         | 20.08.1997    | 185      | 65      | ЦСКА              | Левая        |         |
| 33            | Даниил Шишкарёв       | 06.07.1988    | 190      | 92      | Веспрем           | Левая        | МС      |
| Разыгрывающие |                       |               |          |         |                   |              |         |
| 89            | Дмитрий Житников      | 20.11.1989    | 193      | 90      | Пик               | Правая       |         |
| Линейные      |                       |               |          |         |                   |              |         |
| 78            | Павел Андреев         | 19.07.1992    | 194      | 96      | Чеховские медведи | Правая       | МС      |
| 30            | Александр Ермаков     | 14.01.1996    | 196      |         | Чеховские медведи | Правая       | МС      |
| 27            | Денис Васильев        | 31.12.1993    | 196      | 95      | Шартр Метрополь   | Правая       | МС      |
| 22            | Вячеслав Касаткин     | 02.09.1996    | 184      |         | Васлуй            | Правая       |         |
| Полусредние   |                       |               |          |         |                   |              |         |
| 36            | Сергей Иванов         | 16.10.2000    | 200      |         | СКИФ              | Левая        |         |
| 5             | Дмитрий Киселёв       | 15.11.1994    | 198      |         | Чеховские медведи | Левая        | МС      |
| 14            | Илья Белевцов         | 01.05.2000    | 198      | 87      | СКИФ              | Правая       |         |
| 55            | Азат Валиуллин        | 01.09.1990    | 207      | 105     | Людвигсхафен      | Правая       | МС      |
| 99            | Сергей Марк Косоротов | 16.06.1999    | 195      | 80      | Чеховские медведи | Правая       | МС      |
| 28            | Сергей Кудинов        | 29.06.1991    | 195      | 85      | Шартр Метрополь   | Правая       |         |
| 17            | Александр Котов       | 11.07.1994    | 198      | 92      | Чеховские медведи | Правая       | МС      |

| Должность                       | Имя               | Гражданство | Дата рождения |
| ------------------------------- | ----------------- | ----------- | ------------- |
| Главный тренер                  | Велимир Петкович  | Германия    | 05.07.1956    |
| Тренер                          | Валентин Бузмаков | Россия      | 17.04.1985    |
| Тренер вратарей                 | Михаил Измайлов   | Россия      | 12.09.1971    |
| Тренер по физической подготовке | Вадим Попов       | Россия      | 30.04.1989    |